# Murales de Eva Perón del Edificio del Ministerio de Obras Públicas
Los murales de Eva Perón del Edificio del Ministerio de Salud y Desarrollo Social son dos gigantescos retratos en acero de Eva Duarte ubicados desde 2011 sobre las fachadas norte y sur del edificio mencionado de Buenos Aires. La obra pertenece a la autoría exclusiva del escultor Alejandro Marmo, quien recibió colaboración en digitalización de imágenes de distintos colaboradores, entre otros, el pintor Daniel Santoro.

## Historia
Fue el artista Alejandro Marmo quien concibió en 2006 la idea de instalar murales de Evita en el histórico edificio del Ministerio de Obras Públicas, actual sede de los ministerios de Desarrollo Social y de Salud, con el nombre de Sueños de victoria, como parte del proyecto Arte en las fábricas bajo su dirección.

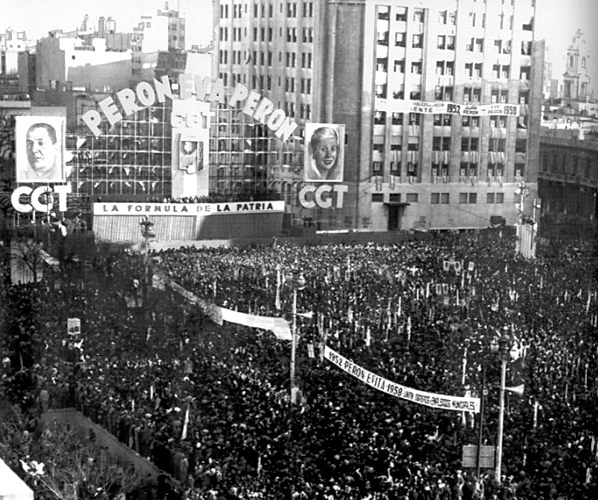
El Cabildo Abierto del Justicialismo de 1951, con el escenario montado junto al Edificio del Ministerio de Obras Públicas.

El edificio tiene una conexión especial con la homenajeada porque en sus inmediaciones se produjo en el año 1951 una movilización, conocida como Cabildo Abierto del Justicialismo, con el objeto de pedirle a Evita que aceptara la nominación como vicepresidenta de Juan Domingo Perón en las elecciones de ese año. Se trató de la mayor manifestación política de la historia argentina, con más de dos millones de personas sobre la Avenida 9 de Julio. Tras ese acto, en partes un diálogo abierto con la multitud, Eva rechazó su candidatura, episodio conocido como el Renunciamiento.
En 2010, la presidenta Cristina Fernández de Kirchner oficializó al proyecto reconociendo la idea del escultor Alejandro Marmo, al incorporarlo como intervención artística en el decreto 329, que declaró a Eva Perón Mujer del Bicentenario. La norma cita palabras del pintor Santoroː

Se trabajará sobre el edificio desde el cual Eva Perón pronunció su famoso discurso el día del renunciamiento. Se pensó en usar la cara norte del edificio que da hacia el Obelisco y la cara sur que da hacia Constitución.

Según declararía más tarde Fernández de Kirchner, su inspiración para impulsar la construcción de los murales fue la imagen del guerrillero marxista de extrema izquierda Ernesto ''Che'' Guevara emplazada frente a la Plaza de la Revolución de La Habana:

Vi la imagen del 'Che' representada en el Ministerio en el que él trabajaba y allí me vino a la cabeza: ¿cómo es posible que una sociedad homenajee a un hombre que no es de su país, y nosotros no tengamos un homenaje a una mujer que significó el ingreso de las mujeres a la política argentina, la revolución social más importante de nuestro país?
Cristina Fernández de Kirchner

Según relataron los propios autores de la obra, Fernández de Kirchner tuvo una intervención activa en el proceso de diseño, realizando correcciones y sugerencias sobre los bocetos que se le acercaban.
El retrato emplazado en la cara sur del edificio, titulado Eva de los humildes, fue inaugurado por la Presidenta el 26 de julio de 2011, quincuagésimo noveno aniversario de la muerte de Evita, con un discurso donde exaltó la figura de la homenajeada por la obra:

[...] La más odiada, pero la más amada; la más agraviada, insultada y descalificada, pero la más venerada; la más vejada, pero hoy eternamente victoriosa, mirando a la historia definitivamente, con el amor de su pueblo y el reconocimiento, me atrevería a decir, sin temor a equivocarme, de todos los argentinos. Porque de algo no se puede dudar y es, precisamente, de su dimensión histórica, política, humana y cultural.
Cristina Fernández de Kirchner

Del acto de inauguración participaron asimismo distintos ministros del poder ejecutivo y representantes de las Madres de Plaza de Mayo. La imagen sobre la fachada norte, de título Eva, fue inaugurada un mes más tarde, el 24 de agosto de ese año.

## Diseño
Las imágenes están realizadas en acero corten y cubren un área de 31 metros de alto por 24 de ancho cada una, con un peso combinado de 14 toneladas.
Alejandro Marmo es el autor exclusivo de las obras y el pintor Daniel Santoro colaboró con quienes se encargaron de la digitalización de las imágenes de ambos retratos a partir de la vectorización y digitalización de dos fotografías emblemáticas de Eva Perón:

La imagen que se ubicará en el lado norte es una interpretación de la famosa foto del renunciamiento. Es un retrato que ya trabajaron grandes artistas como Ricardo Carpani y Nicolás García Uriburu, entre otros. Es el ícono más difundido de una Eva combativa. En la imagen, ella comunica su mensaje a través de la directa interacción del micrófono con su boca y que, junto a sus ojos y rodete, se constituyen en un potente eje de lectura, que hace que todo el conjunto funcione y exprese poéticamente la voz de Eva Perón resonando en el amplio espacio de la Avenida 9 de Julio, que le otorga un marco de grandes visuales y una monumental escala urbana.

En cambio en el lado sur, la imagen es una interpretación de la Eva difundida por la tapa del libro La razón de mi vida. En este caso, su mirada, su boca y la flor de la solapa nos llevan hacia una lectura epifánica de una Eva solidaria, emblema de la justicia social. Por eso, es la Eva que mira hacia el sur, como en una reivindicación de ese sector olvidado de la ciudad. En este diseño la mirada es particularmente importante.
Decreto 329/2010

### Simbología
La elección de la ubicación de ambos retratos guarda un importante simbolismo político ya expreso en el decreto que dispone su colocación. En efecto, la cara que mira hacia el sur del Gran Buenos Aires, tradicional zona fabril y de barrios obreros, contiene el retrato de una Evita bondadosa y sonriente. En contraste, la imagen de la fachada norte, que da hacia las zonas más tradicionalmente aristocráticas de Buenos Aires, ilustra una Eva combativa dando su discurso al pueblo:

La silueta de la Evita que mira al norte es la Eva Perón con el micrófono delante, la boca bien marcada, el pelo tenso que termina en un rodete. Pura fuerza, recrea la foto del discurso del 22 de agosto, un día en que miles de trabajadores hasta pidieron a Perón que dejara a Eva continuar con su discurso. Para muchos peronistas, la Presidenta incluida, esa imagen quedó como el símbolo de la Evita desafiante. Por eso la elección de la pared norte. Una decisión política, más que estética.

La silueta instalada en la pared sur, con la cara hacia Avellaneda, muestra a una Evita enjoyada, dulce y sonriente. Esta vez la recreación partió de otra foto: la que fue tapa de La razón de mi vida. El libro de Eva apareció el 15 de octubre, unos días después del discurso del renunciamiento. A esa altura, Evita ya estaba aquejada por el cáncer, pero la edición eligió una Eva anterior, rozagante y feliz.
Martín Granovsky

Por otro lado, el rodete del retrato de la fachada norte contiene oculta entre sus trazos la cifra 2025, representativo de las 20:25, hora del paso a la inmortalidad de Eva Perón según el anuncio oficial de su fallecimiento.

### Iluminación nocturna
La iluminación nocturna fue provista por la empresa Phillips con tecnología LED en tonos cálidos, junto a los colores de la bandera argentina bajo el límite inferior del mural. En 2015 el Ministerio de Desarrollo Social renovó la iluminación de los murales por otra de carácter artístico que coloreaba los retratos de Evita e instaló asimismo una intervención sonora que permitía emitir fragmentos de sus discursos.
Tras la asunción del gobierno de Mauricio Macri, en diciembre de 2015, la iluminación de ambos murales de Eva Perón fue apagada "para ahorrar energía", aunque el sector con los colores de la bandera argentina permaneció encendido. En ese período, la falta de mantenimiento dañó el funcionamiento de la instalación artística de 2015. El mural de la cara norte del edificio fue encendido en tres ocasiones durante el mandato de Macri. En septiembre de 2016, trabajadores nucleados en Luz y Fuerza instalaron un proyector en un edificio cercano para poder iluminar el mural desde el exterior. En mayo de 2019, los trabajadores de Luz y Fuerza volvieron a iluminar el mural en conmemoración del centenario del nacimiento de Evita.
El mural Eva volvió a iluminarse el 27 de octubre del mismo año, fecha de las elecciones presidenciales, para celebrar la victoria del candidato peronista Alberto Fernández sobre Mauricio Macri. Trabajadores del Ministerio de Desarrollo Social nucleados en la Unión del Personal Civil de la Nación organizaron en forma secreta la reposición del sistema de iluminación del mural para poder encenderlo la noche del triunfo electoral del peronismo, como forma de "reconquista simbólica". La fecha electoral coincidió asimismo con el aniversario del fallecimiento del expresidente Néstor Kirchner. Su hermana y gobernadora de Santa Cruz, Alicia Kirchner, se hizo eco de la anécdota: "Volvió a iluminarse la esperanza. Evita en la 9 de Julio está radiante. Empiezan, Néstor, a florecer las flores, tal como vos querías".
Tras la asunción como presidente de Alberto Fernández, ambos murales fueron vueltos a encender en forma definitiva a partir de las 20:25 del 12 de diciembre de 2019, en coincidencia con el horario del paso a la inmortalidad de Eva Perón. El acto, acompañado por una multitud en la Avenida 9 de Julio, fue encabezado por los ministros de Desarrollo Social, Daniel Arroyo, de Salud, Ginés González García y de Cultura, Tristán Bauer, y contó asimismo con la presencia de Daniel Santoro, autor de la obra, y de la diputada Cristina Álvarez Rodríguez, sobrina nieta de Evita, entre otros dirigentes y altos funcionarios. El ministro Bauer comparó en esa ocasión la decisión del gobierno anterior de mantener apagada la iluminación del monumento con la desaparición del cadáver de Eva Perón por parte de las autoridades de facto de la autoproclamada Revolución Libertadora:

Es una noche de profunda emoción. Este es un acto que era sumamente necesario ya que quisieron apagar la luz de Evita pero esa era una tarea imposible. [...] No nos olvidamos que el gobierno de la Libertadora hizo desaparecer el cadáver de Evita, quisieron hacerle daño, vejarlo, sacarlo del país e intentar, como se intentó aquí, tapar su luz. Pero eso no se logró en el 55, no se logró hoy y no se va a lograr nunca.
Tristán Bauer

## Réplicas
La primera réplica fue colocada en la Casa Rosada, parte de una maqueta a escala del Edificio del Ministerio de Obras Públicas ubicada en el Salón Mujeres Argentinas. Tras la asunción de Mauricio Macri, a fines de 2015, la maqueta fue retirada junto con otros elementos que componían la decoración del salón y abandonada en una habitación expuesta a la humedad y al polvo. También se colocaron réplicas en el Museo Evita, en el Ministerio de Trabajo, Empleo y Seguridad Social y en el Palacio San Martín, sede del Ministerio de Relaciones Exteriores y Culto.
En la Provincia de Buenos Aires, se colocaron réplicas en las ciudades de La Plata y Mar del Plata, y en los partidos de Pilar, Tigre, San Nicolás, Avellaneda, San Martín, Lanús y Tres de Febrero. En el mes de septiembre de 2012 se inauguró la primera réplica en el interior del país, en el departamento Guaymallén, Provincia de Mendoza.